# Chenopodiastrum murale
Chénopode des murs
Espèce
Statut de conservation UICN

 LC  : Préoccupation mineure
Le Chénopode des murs (Chenopodiastrum murale) est une plante herbacée, de la famille des Amaranthaceae, ayant une vaste répartition dans le monde. C'est une plante rudérale, qui se rencontre dans les friches, les cultures et même dans les villes sur les trottoirs au pied des murs ou des arbres.

## Nomenclature
L’espèce a été décrite et nommée Chenopodium murale par Linné en 1753 dans Species Plantarum 1: 219.
L’espèce fut placée dans la famille des Chenopodiaceae créée par Ventenat dans le Tableau du règne végétal selon la méthode de Jussieu 2: 253. en 1798. 
L’analyse phylogénétique moléculaire des Chenopodium sensu lato va complètement bouleverser la compréhension du groupe. Les résultats ont clairement indiqué que le genre Chenopodium n’était pas monophylétique. The World Flora Online considéra ce nom valide mais plaça l’espèce dans la famille des Amaranthaceae. 
En juin 2012, S. Fuentes-Bazan, Pertti Uotila et Thomas Borsch, publiaient une analyse phylogénétique moléculaire de la sous-famille des Chenopodioideae de la famille des Chenopodiaceae. Ils créent le nouveau genre Chenopodiastrum dans lequel Chenopodium murale est placé

## Description
Les tiges érigées et ramifiées font jusqu’à 60–80 cm de haut; elles sont glabres mais légèrement farineuses lorsqu’elles sont jeunes.
Les feuilles comportent un pétiole de 1–2,5 cm de long et un limbe ovale ou rhombo-ovale, de 0,8-4(-8) cm de long sur 0,4-3(-5) cm de large, à base cunéiforme à arrondie, à bords irrégulièrement dentés, apex aigu à acuminé, glabre.
L’inflorescence est une panicule de glomérules de 2–4 mm de diamètre, composées de petites fleurs verdâtres à rougeâtres (5 étamines et un ovaire à 2 stigmates). Les panicules de 6-7 × 4-5 cm sont terminales ou axillaires.
Le fruit est un akène déprimé ovoïde. La graine ronde de 1–15 mm est couverte d’un tégument noir.
Le chénopode des murs est d’une taille un peu plus élevée que le chénopode blanc, de couleur plus vive et la dentelure de ses feuilles est plus prononcée.

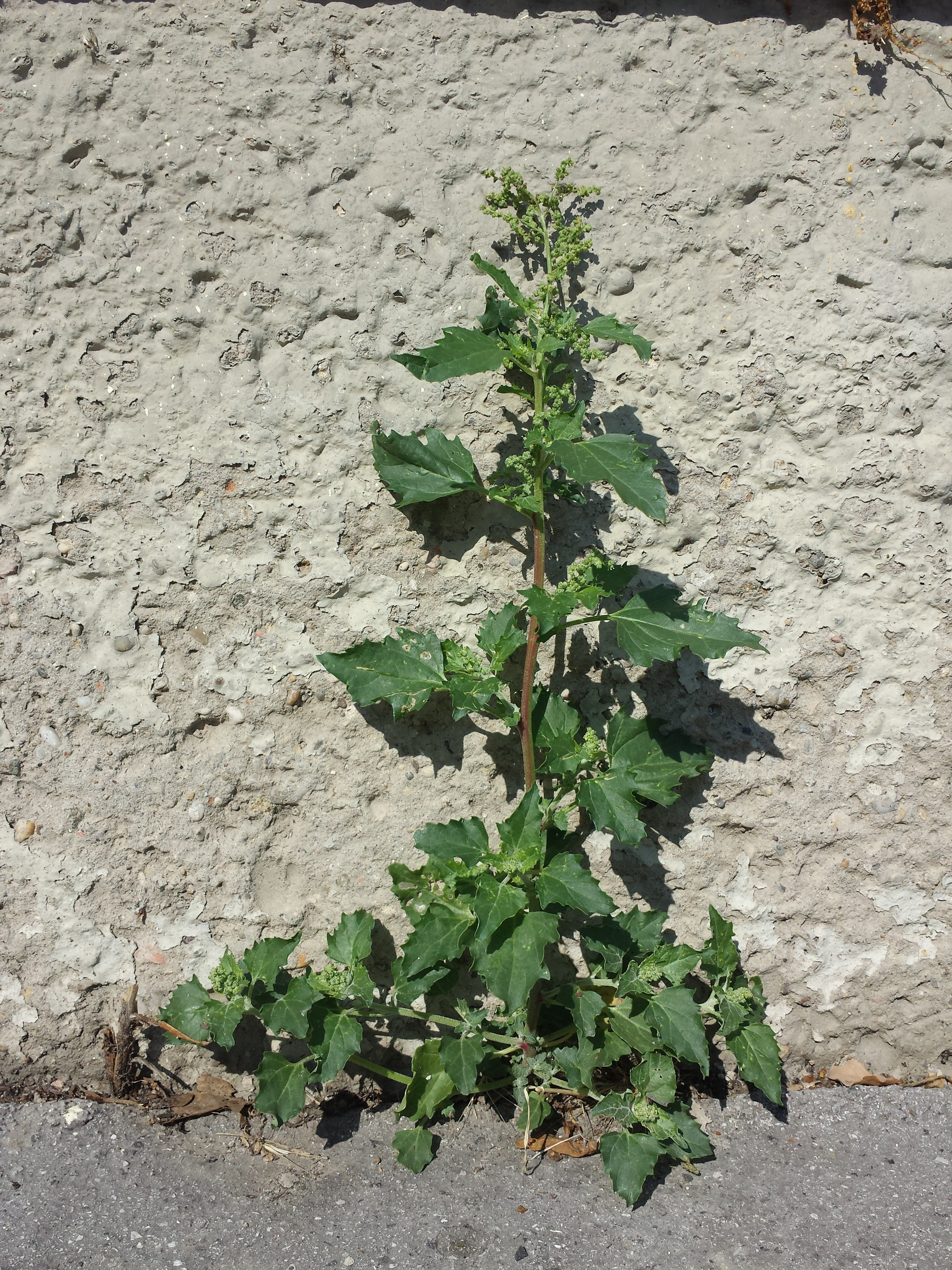
Chénopode des murs
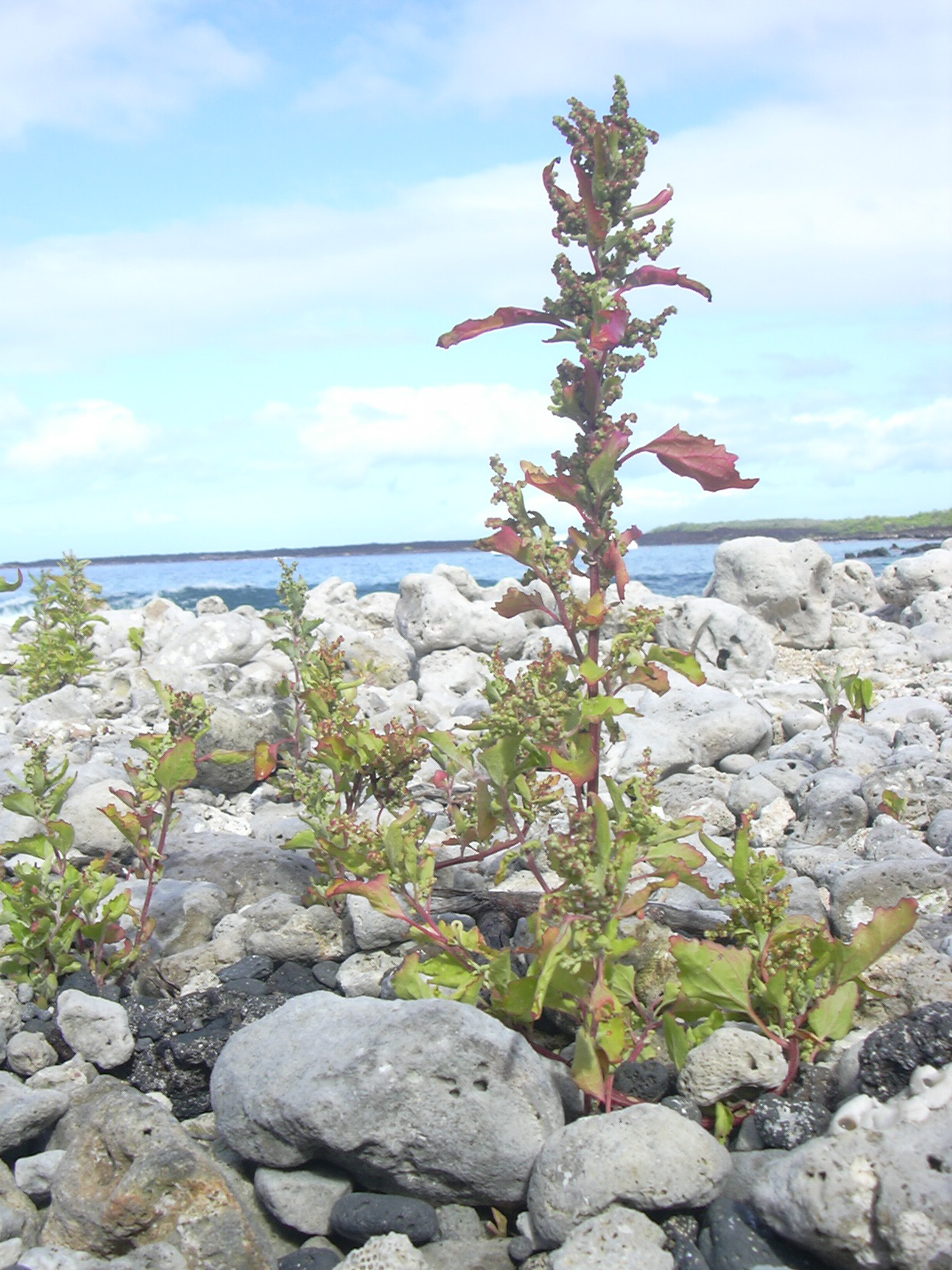
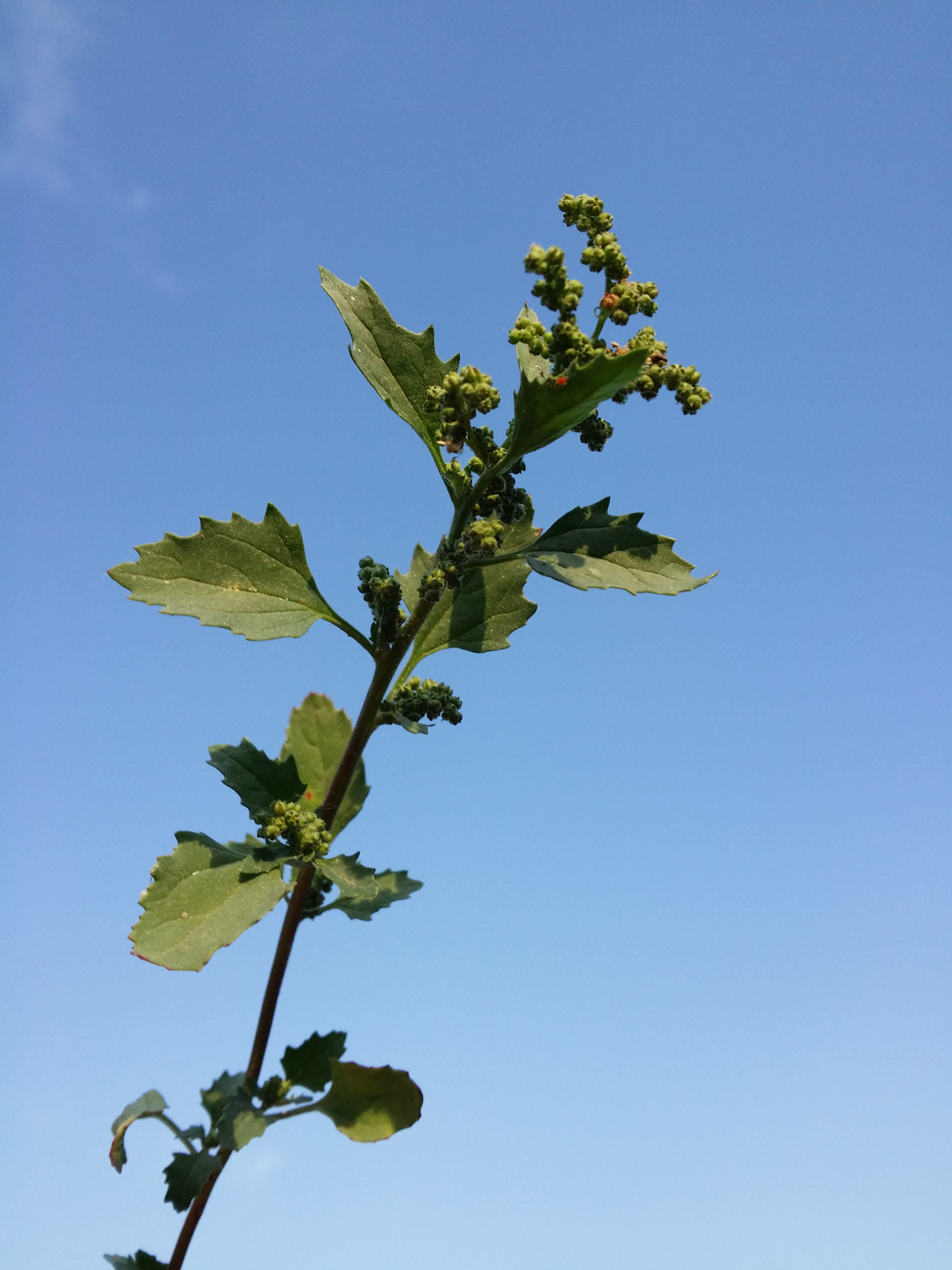
Tige
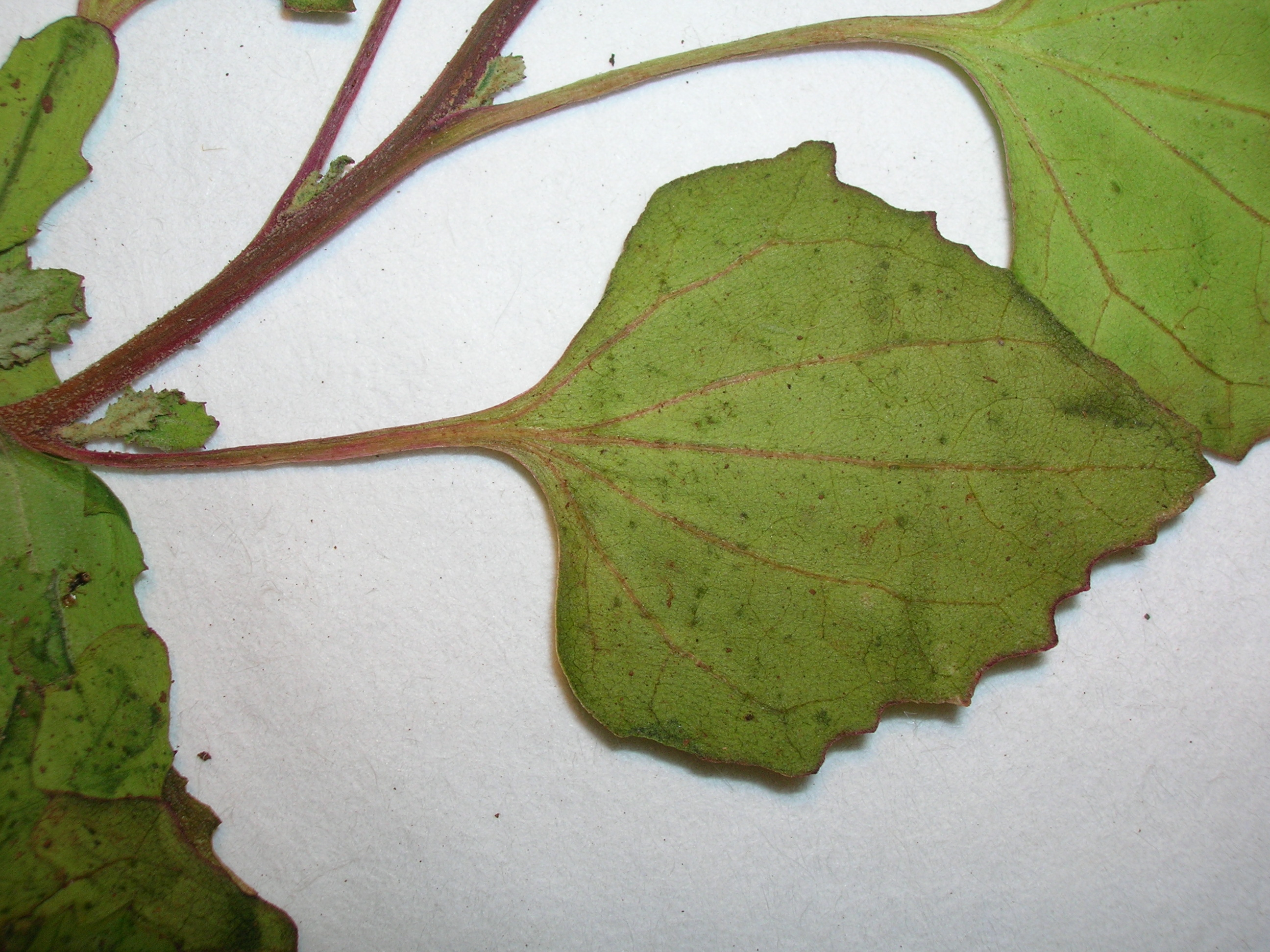
Feuille
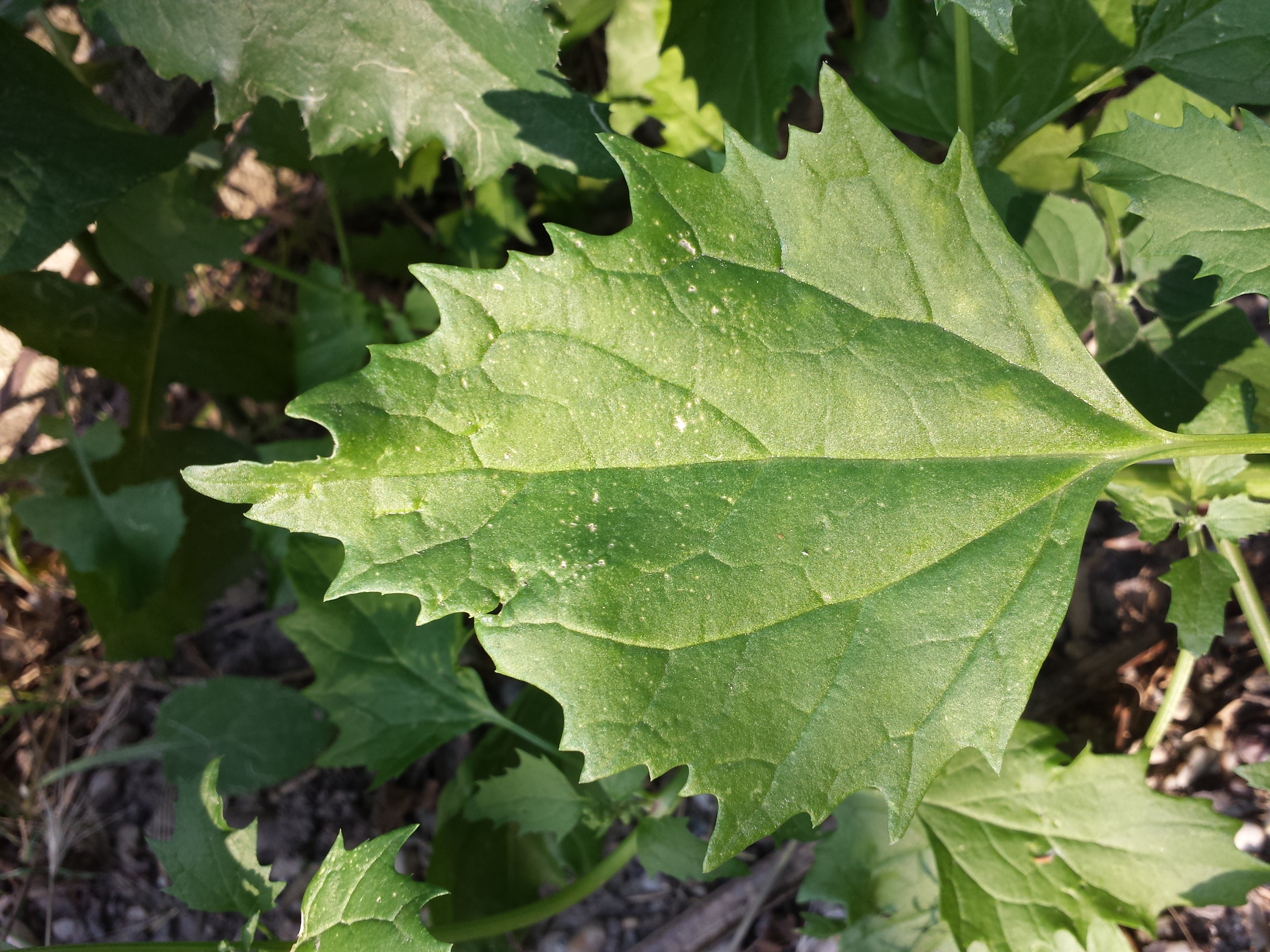

## Distribution et habitat
L’espèce est originaire d’une vaste région allant de l’Espagne, France jusqu’à l’Ukraine, Biélorussie, du Moyen orient, Turkménistan jusqu’à l’Inde, l’Afrique du Nord, Soudan, Éthiopie, Arabie saoudite, Yémen.
L’espèce a été introduite en Amérique du Nord, centrale et du Sud, dans une partie de l’Afrique, au Royaume-Uni et dans les pays scandinaves, ainsi qu’en Australie. L’espèce introduite s’est très souvent naturalisée.
Elle se rencontre dans les milieux rudéraux, les friches et les cultures. Elle est commune dans les villes, sur les trottoirs au bord des murs et des arbres.

## Utilisations
L’espèce est comestible bien qu’elle contienne un peu de saponines, ce qui demande qu’elle soit consommée en petites quantités. 
Les hommes consomment ses pousses, tiges et feuilles en légumes verts (comme l’épinard). En Afrique de l'Ouest, elles sont parfois utilisées dans les sauces. Les graines sont également comestibles et sont parfois consommées au Maroc.
Elle a été aussi utilisée comme fourrage et comme matière médicale.

## Référence
1. ↑  (en) World Flora Online : Chenopodium murale L.  (+descriptions)
2. ↑  Susy Fuentes Bazan, , Pertti Uotila et Thomas Borsch, « A novel phylogeny-based generic classification for Chenopodium sensu lato, and a tribal rearrangement of Chenopodioideae (Chenopodiaceae) », Willdenowia, vol. 42, no 1,‎ juin 2012, p. 5-24
3. 1 2  (en) Flora of North America : Chenopodium murale Linnaeus
4. 1 2  Nathalie Machon (sous la direction de), Sauvage de ma rue, Guide des plantes sauvages des villes de la région parisienne, Diffusion Seuil, Muséum National d’Histoire naturelle, Le Passage édition, 2011, 256 p.
5. 1 2  (en) POWO : Chenopodiastrum murale (L.) S.Fuentes, Uotila & Borsch
6. ↑  « Chenopodium murale - L. », sur Plants for A Future (consulté le 22 mai 2022)
7. ↑  « Chenopodiastrum murale (L.) S. Fuentes, Uotila & Borsch », sur Flore de La Réunion (consulté le 22 mai 2022)